# Gildo Peragallo ingegnere
Gildo Peragallo ingegnere è una commedia teatrale scritta originariamente in dialetto genovese da Emerico Valentinetti e portata in teatro da Gilberto Govi.
Una rappresentazione è stata registrata per la televisione il 10 luglio 1960 per la regia di Vittorio Brignole.

## Trama
Gildo Peragallo è uno stravagante ed eccentrico personaggio che si diletta nell'inventarsi improbabili e curiosi oggetti, nonché singolari e immaginarie situazioni, che molto spesso coinvolgono persone ignare, che subiscono quanto la stravaganza di Gildo riesce a produrre.
È il caso per esempio delle sue irrealizzabili invenzioni, come la bilancia intelligente e le scarpe con il riscaldamento incorporato, che tenta senza successo di portare avanti coinvolgendo altri nei suoi progetti, compreso il Signor Trucchi, che oltretutto è creditore di Gildo, senza mai riuscire a recuperare le sue cinquantamila lire.
Da un po' di tempo Gildo vive ospitato in una pensioncina a Genova, gestita dalla Signora Climene con l'aiuto della sua governante Olga.
Clienti della piccola pensione sono anche la signorina Ines, benestante ragazza accudita dalla sua fantesca Francesca. Ines è una ragazza che non ha mai conosciuto i suoi genitori ed è stata allevata e cresciuta dapprima da una balia e successivamente in un collegio. Avrebbe però piacere di scoprire e magari ritrovare chi le ha dato vita, senza rancore e rimorsi.
Alla pensione soggiorna anche il Ragionier Conti, segretamente innamorato della Signora Climene, che è vedova. 
Arriva anche il Comandante Tagliavacche, molto amico del Signor Gildo, il quale non ha titoli, ma si fa appellare ingegnere anche se non lo è. Oltre alle sue creazioni materiali, Gildo imbastisce altre invenzioni che coinvolgono altri individui: fa credere, per esempio, al comandante che la sua ex moglie Teresa è da alcuni mesi defunta perché annegata. Lascia intendere alla signorina Ines che lui è suo padre, imponendogli però di non rivelarlo fino al suo benestare. Confida al Ragionier Conti di essersi fidanzato con la Signora Climene, mentre anche questa è una sua invenzione: il Ragionier Conti offeso e indignato lascia la pensione, con il disappunto della padrona, ignara di quanto inventato da Gildo. 
Arriva anche il figlio di quest'ultimo, Silvio, in vacanza per un breve periodo e desideroso di rivedere dopo tanto tempo il padre, il quale però ha sempre detto di essere scapolo e quindi presenta Silvio come suo nipote. 
La confusione si infittisce quando alla pensione arriva anche la moglie Teresa, che Gildo non vede da quando erano giovani e Silvio era ancora un bambino, mentre ora è diventato un vero ingegnere. Conoscendosi durante questo soggiorno alla pensione, in breve tempo Silvio e Ines entrano in sintonia e pensano a un rapporto di coppia, finalizzato al loro matrimonio, ma una spilla da poco venuta in possesso di Ines mette in dubbio il desiderio dei due giovani. Infatti la spilla le era stata regalata dalla madre della ragazza e prima ancora era stata regalata dal Comandante Tagliavacche alla Signora Teresa, il giorno del matrimonio con Gildo, facendo incidere sul retro della stessa la data delle nozze. 
Insieme a questo imprevisto, il Comandante rimane impietrito quando si ritrova davanti la Signora Teresa, che credeva essere morta secondo il racconto inventato di Gildo. 
Per evitare la frequentazione di suo figlio Silvio con Ines, che ora vengono creduti fratelli, Gildo si inventa un grosso problema accaduto in uno dei cantieri aperti dalla ditta per cui Silvio lavora e in fretta viene spedito alla stazione dei treni a incontrare un suo superiore, secondo la telefonata ricevuta dal Comandante, che è falsa e inventata da suo padre. 
Dopo varie vicissitudini, che coinvolgono in vario modo tutti i personaggi, secondo le invenzioni messe in piedi da Gildo, compresa la falsa relazione di Silvio con una ragazza di Livorno con cui avrebbe generato un figlio, Paolino, tutto viene sbrogliato quando arriva alla pensione anche Lucia, che è stata la balia della Signorina Ines e che assieme alla rivelazione della ex moglie Teresa, la quale a suo tempo aveva venduto la spilla insieme ad altri oggetti di valore per necessità economiche, fanno tornare al loro posto i tasselli ingarbugliati da Gildo e permettono ai ragazzi di coronare il loro desiderio. 